# Martha Strongin Katz
Martha Strongin Katz (nascuda el 1943), és una violista i membre de la facultat del New England Conservatory of Music (NEC) de Boston, Massachusetts, on ensenya viola i música de cambra.
Va ser membre fundadora del Cleveland Quartet, juntament amb el seu antic marit, Paul Katz (violoncellista), i Peter Salaff i Donald Weilerstein (violinistes). Des de 1969 fins a la seva sortida del grup el 1980, va fer més de 1.000 concerts, incloent aparicions a la Casa Blanca, als premis Grammy, a l'NBC Today Show i a les principals sales de concerts dels cinc continents.
Solista destacada, les seves aparicions inclouen una interpretació al Carnegie Hall de Harold en Italie de Berlioz amb el director Michael Tilson Thomas, el Concert per viola de Bartók amb l'Orquestra de la Suisse Romande a Ginebra, recitals i concerts al Congrés Internacional de Viola de 1989 i innombrables recitals i concerts.
Strongin Katz toca una viola feta per Lorenzo Storioni de Cremona l'any 1800.
Strongin Katz va exercir anteriorment com a professora de viola a la "Shepherd School of Music" de la Rice University entre 1996 i 2000 i a l'"Eastman School of Music", on va ensenyar entre 1976 i 1996. Ha actuat i ensenyat a molts festivals de música d'estiu, com ara: l'Aspen Music Festival, el Banff Center for The ArtsNew, l'Interlochen Arts Academy, el Kneisel Hall de Bluehill, Maine, el Marlboro Music Festival, Musicorda al Mt. Holyoke College, el Perlman Music Program a Shelter Island, NY, l'Institut Steans per a Joves Artistes al Festival Ravinia, el Festival de Música de Cambra de Santa Fe, l'Escola d'Estiu de Música de Cambra de Yale i l'Institut Internacional de Música Heifetz.
Ha format part del jurat de diversos concursos musicals internacionals de prestigi, com ara el Walter W. Naumburg Viola Competition i el Banff International String Quartet Competition.
Va estudiar violí amb Raphael Bronstein i Ivan Galamian i viola amb Lillian Fuchs i William Primrose, assistint al Curtis Institute, la Juilliard School of Music, la Manhattan School of Music i la Universitat del Sud de Califòrnia.
El 1969, va ser co-guanyadora del Concurs Internacional de Viola de Ginebra de 1969, on també va guanyar el premi Max Reger.
"The Recordings of the Cleveland Quartet", que apareixen al segell RCA Red Seal, van rebre sis nominacions als Grammy durant el seu mandat. Al quartet es va unir el pianista Alfred Brendel per a un enregistrament del Quintet "La truita" de Schubert amb el segell Philips.
És germana de la poeta Lynn Strongin.